# Melanophryniscus biancae
Melanophryniscus biancae é uma espécie de anfíbio anuro da família Bufonidae. É endémica do Brasil.